# Jessica Whelan
Pour les articles homonymes, voir Whelan.
Jessica Whelan, née le 13 avril 1997, est une nageuse sud-africaine.

## Carrière
Jessica Whelan est médaillée d'or sur 4 x 200 mètres nage libre et médaillée de bronze sur 400 mètres nage libre aux Championnats d'Afrique de natation 2016 à Bloemfontein.
Elle remporte aux Championnats d'Afrique de natation 2018 à Alger la médaille d'or sur 200 mètres quatre nages et sur 4 x 200 mètres nage libre, la médaille d'argent sur 200 et 400 mètres nage libre et la médaille de bronze sur 200 mètres papillon et sur 400 mètres quatre nages. 
Aux Jeux africains de 2019, elle est médaillée d'or sur 200 mètres quatre nages, sur 4 x 100 mètres nage libre et sur 4 x 200 mètres nage libre et médaillée de bronze sur 400 mètres quatre nages.